# Erich Harbort
Erich Harbort (* 1. August 1879 in Elbingerode; † 14. Dezember 1929 in Berlin) war ein deutscher Geologe.

## Leben

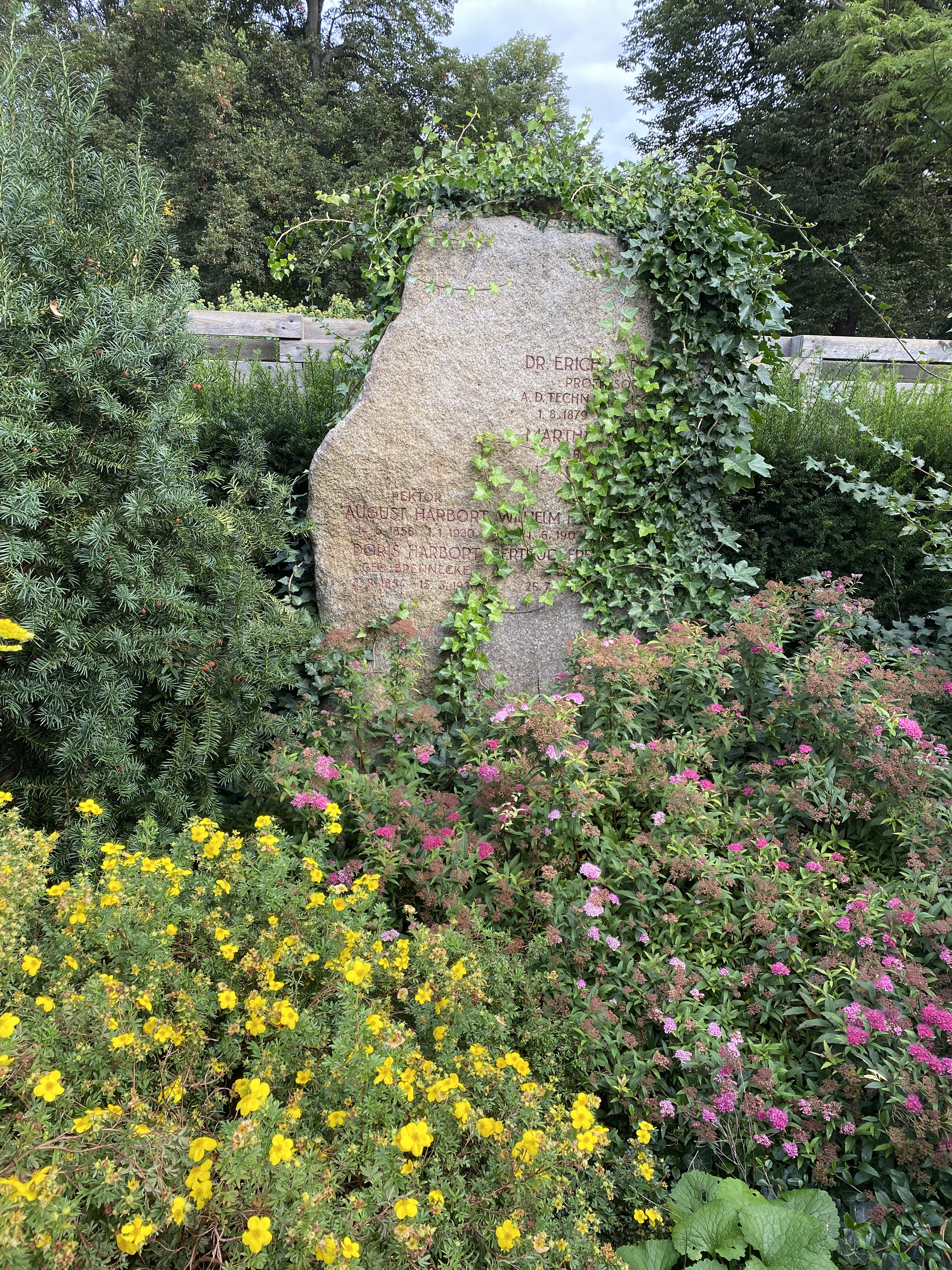
Familiengrabstätte Harbort

Harborts 1903 veröffentlichte Inaugural-Dissertation aus Göttingen behandelte Die Schaumburg-Lippe'sche Kreidemulde. Diese wurde auch auszugsweise im Neuen Jahrbuch für Mineralogie, Geologie und Palaeontologie veröffentlicht.
Von 1906 bis 1920 war er Mitarbeiter der Preußischen Geologischen Landesanstalt in Berlin. Für die Landesanstalt bearbeitete er verschiedene Blätter der Preußischen Geologischen Karte. Unter anderem stammen von ihm die Karten und Erläuterungen von Königslutter, Süpplingen, Lochstädt, mit Paul Woldstedt von Schöppenstedt und  Wolfenbüttel, mit F. Herrmann von Braunschweig, und mit anderen von Ebstorf. 1906 bis 1916 war er Privatdozent für Geologie und Paläontologie an der Königlichen Bergakademie in Berlin (später Technischen Universität Berlin).
1917 wurde dem Königl. Bezirksgeologen Harbort der Professorentitel verliehen. Harbort war Professor im Fachgebiet Lagerstättenkunde. 1923 wurde er nichtbeamteter außerordentlicher Professor, 1928 beamteter außerordentlicher Professor und 1929 ordentlicher Professor für Lagerstättenkunde an der Technischen Hochschule Berlin. 1920 bis 1929 war er Vorsteher des Instituts für Lagerstättenkunde in der Abteilung VI für Bergbau.
1929 verfasste Harbort ein geologisches Gutachten über die Schachtanlage Asse bei Wolfenbüttel.
Nach Harbort wurde das Mineral Harbortit benannt.  Wege sind in Paderborn und in Soest zu seinen Ehren nach ihm benannt.
Erich Harbort starb 1929 im Alter von 50 Jahren in Berlin. Sein Grab befindet sich auf dem Friedhof Dahlem.

## Schriften
- Die Schaumburg-Lippe'sche Kreidemulde. Stuttgart: E. Schweizerbart’sche Verlagsbuchhandlung, 1903.
- Die Fauna der Schaumburg-Lippe'schen Kreidemulde. Berlin: Preußische Geologische Landesanst., 1905.
- Ein geologisches Querprofil durch die Kreide-, Jura- und Triasformation des Bentheim-Isterberger Sattels. Stuttgart, 1907.
- zusammen mit Julius Hart: Der Mensch und die Mineralien. Berlin: Bong, 1908.
- Lagerstätten und Gewinnung der wichtigsten nutzbaren Mineralien und Gesteine. Berlin, 1908.
- Probleme der Erzlagerstättengeologie – Auszug und Referat nach Stelzner-Bergeat, „Die Erzlagerstätten“. Berlin: Springer, 1908.
- Über die stratigraphischen Ergebnisse von zwei Tiefbohrungen durch die Untere Kreide bei Stederdorf und Horst im Kreis Peine.
- zusammen mit Friedrich Schumacher, Arthur Dannenberg: Übersicht über die nutzbaren Bodenschätze Spaniens. Leipzig: C.L. Hirschfeld, 1926.DNB 362695431
- beteiligt an: Geologische Karte von Preussen und benachbarten Bundesstaaten. Berlin: Preußische Geologische Landesanst., 1910-1928.DNB 560612230